# Geroldus (Mainz)
Geroldus (* unbekannt; † 743) auch Gerold war von 724 bis 743 Bischof von Mainz.

## Familie
Über Herkunft und Familie des Geroldus ist nichts bekannt. Da sein Sohn Gewiliobus bei seinem Tod 743 laut der Mainzer Bonifatiusvita selbst schon älter war, lässt dies auf eine Geburt Geroldus im späten 7. Jahrhundert schließen. Er gehörte zu den fränkischen Adeligen aus dem Umfeld des Hausmeiers Karl Martell. Einige dieser Adeligen, beispielsweise auch Milo von Trier, besetzten auf Weisung Karl Martells hohe kirchliche Ämter, ohne allerdings die entsprechende geistliche Eignung dafür aufzuweisen. Dies sollte die Hausmacht des Königs beziehungsweise des mächtigeren Hausmeiers festigen.

## Amtszeit
Während Geroldus' Amtszeit wurde Mainz von den Burgundern belagert und von Karl Martell befreit. Mit Bonifatius geriet Geroldus zu Beginn seiner Amtszeit in Konflikt, als er offensichtlich die von Bonifatius kurz zuvor missionierten rechtsrheinischen hessischen Gebiete für sein Bistum einforderte. Papst Gregor II. rügte in einem Brief an Bonifatius vom 4. Dezember 724 einen Bischof (mit hoher Wahrscheinlichkeit Geroldus), der es bisher aus Faulheit unterlassen habe, das Wort Gottes dem von Bonifatius vor kurzem erst missionierten Volk zu predigen.

## Tod und Nachfolge
Auf Befehl Karlmanns, des Sohnes und Nachfolgers Karl Martells, musste Geroldus 743 an einem Feldzug gegen die Sachsen teilnehmen. Diese waren zuvor in Thüringen eingefallen. Während dieses Feldzuges wurde Geroldus getötet, möglicherweise durch einen Pfeilschuss eines Sachsen.
Sein Sohn Gewiliobus, den er wahrscheinlich mit einer Konkubine gezeugt hatte, folgte Geroldus 743 im Amt. Gewiliobus sorgte während eines weiteren Sachsenfeldzuges dafür, dass der Tod des Vaters gesühnt wurde. Der nicht namentlich bekannte Sachse bezahlte die Tat seinerseits mit dem Leben. Diese Abfolge war nach germanischem Verständnis ein Auftrag des Sohnes als Akt legitimer Blutrache. Dies war Klerikern untersagt und so wurde Gewiliobus auf einer Synode im Jahre 745 abgesetzt und durch Bonifatius ersetzt.